# Senioren-Convent zu Breslau

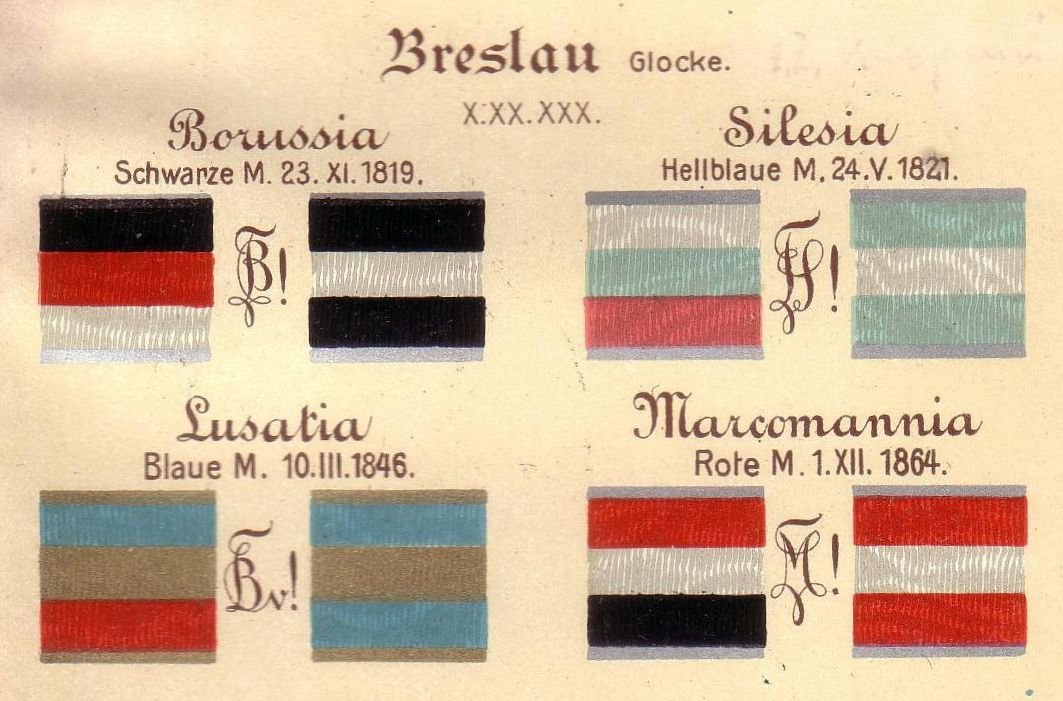
1864–1945

Der Senioren-Convent zu Breslau war der Senioren-Convent der Corps im Kösener Senioren-Convents-Verband an der Schlesischen Friedrich-Wilhelms-Universität. Er ist der einzige mit einem zeitweiligen Gegen-SC und der einzige, der sowohl an einer Universität als auch an einer Technischen Hochschule akkreditiert war. Ebenso einmalig ist die gemeinsame Verlegung an zwei Hochschulorte in Westdeutschland.

## Geschichte
Ein erster Breslauer Senioren-Convent könnte im Sommersemester 1821 gebildet worden sein zwischen Borussia (1819–1824) und Silesia (1821–1824). Belege und eine Constitution fehlen.
Der zweite Breslauer SC entstand 1829 zwischen Borussia und Silesia. Diesem SC traten eine Teutonia II und Lusatia bei. Nach dem Frankfurter Wachensturm waren die Verbindungen starkem Verfolgungsdruck ausgesetzt. Nach Exzessen beim Zobtenkommers wurden sie vom Senat aufgelöst. Damit war der zweite SC suspendiert. Nur Borussia bestand mit Unterbrechungen insgeheim weiter. Silesia rekonstituierte am 7. Dezember 1837, Lusatia am 10. März 1841.

### Zwei SC

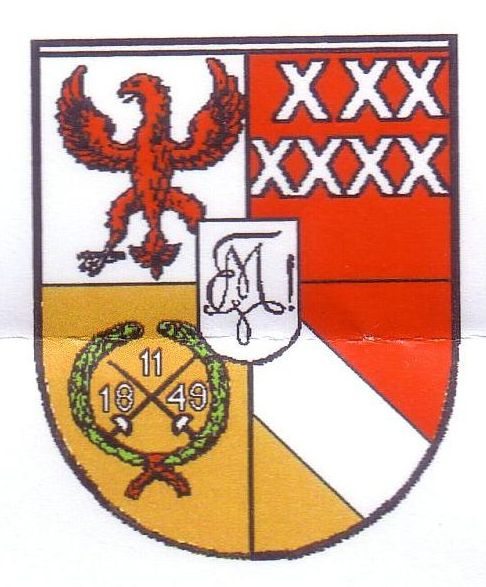
Marchia II

Der dritte Breslauer SC entstand 1838 zwischen Borussia und Silesia. 1841 trat Lusatia wieder hinzu. Es folgten krisengeschüttelte Jahre. Preußen und Lausitzer standen gegen die Schlesier, so dass diese sich genötigt sahen ein viertes Corps aufzumachen; die am 6. März 1847 gestiftete Saxonia (grün-gold-schwarz) konnte sich aber nur mit ihrem Muttercorps halten. Als man sich entzweite, flog Saxonia am 13. Mai 1848 wieder auf. Nach semesterlangen Querelen trat Silesia am 1. März 1849 aus dem SC aus. Obwohl sie in einer schwebenden Streitsache von den meisten auswärtigen SC recht bekam, wurde sie nicht als SC anerkannt; denn dafür waren zwei Corps erforderlich. Deshalb griff sie den Antrag einer Landsmannschaft Ghibellina auf, die sich als Corps auftun wollte. Nachdem sie sich mit Silesias Unterstützung am 11. Juni 1849 als Marchia konstituiert hatte, wurde sie von Silesia recipiert. Zum ersten und einzigen Mal gab es damit zwei Senioren-Convente an einer Universität, bis sich Borussia am 28. Februar 1850 dem Gegen-SC anschloss und Lusatia folgte. Dieser SC – Borussia, Silesia, Lusatia und Marchia – trat 1855 dem Kösener Senioren-Convents-Verband bei. Marchia supendierte am 4. November 1860.
Am 3. November 1868 recipierte der SC die Landsmannschaft Marcomannia als Corps. Lusatia hatte am 2. November 1861 suspendiert. Am 2. März 1877 wurde sie von der Landsmannschaft Macaria rekonstituiert. Damit hatte der SC zu Breslau mit Borussia, Silesia, Lusatia und Marcomannia endgültig die Gestalt gewonnen, die bis zu seinem Ende in der Zeit des Nationalsozialismus währte. Die Studentische Fechtwaffe ist der Korb. Die Chargenzeichen sind x, xx, xxx.

### Suspension und Neuanfang

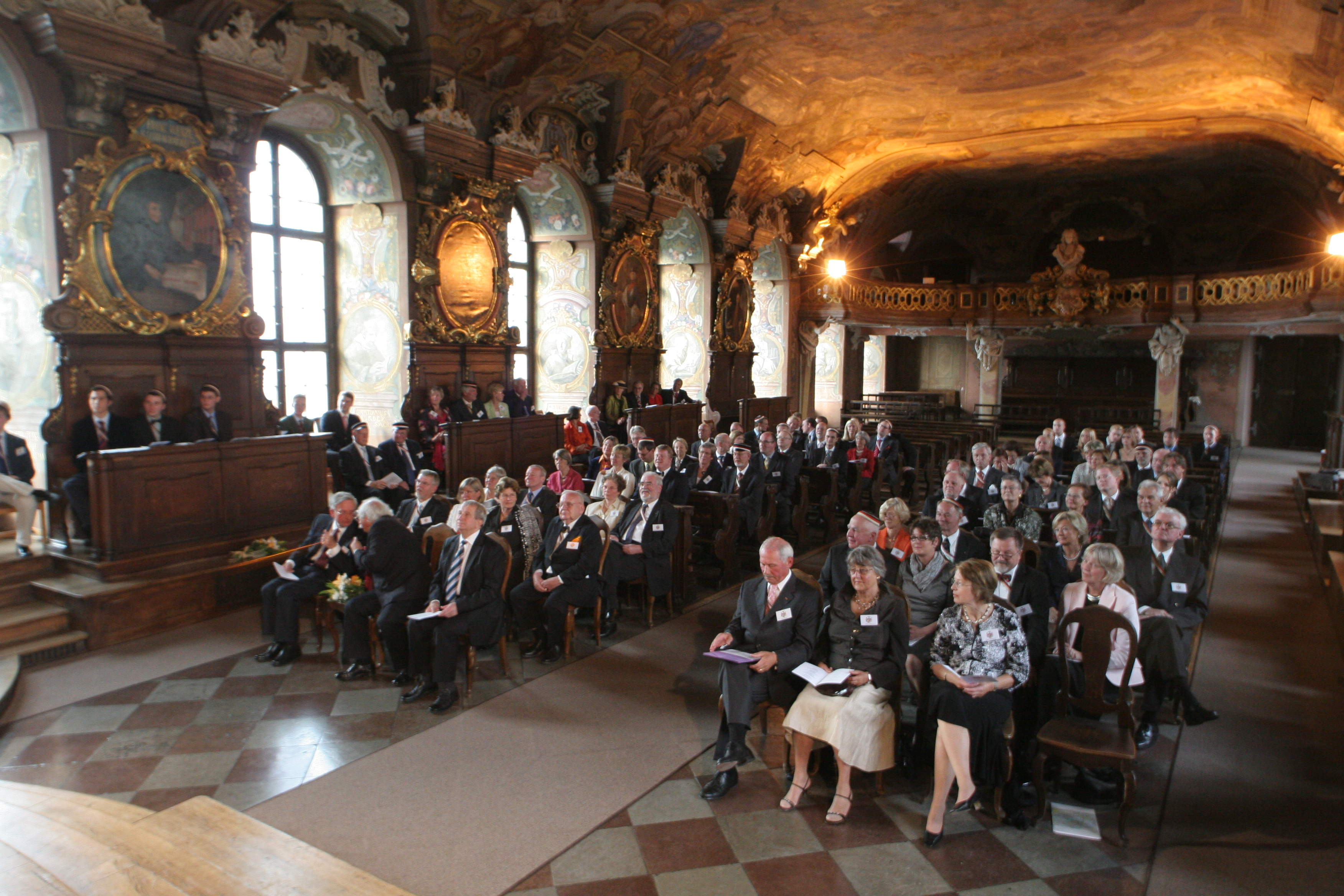
Borussia in der Aula Leopoldina (2008)

Nach der Auflösung der KSCV am 28. September 1935 suspendierten die vier Corps im Oktober und November desselben Jahres. Sie beteiligten sich an drei SC-Kameradschaften.
Nach dem Zweiten Weltkrieg verlegten Silesia (1950), Borussia (1951), Marcomannia (1952) und Lusatia (1956) in den Kölner Senioren-Convent und zugleich nach Aachen; denn so konnten sie nach Breslauer Tradition auch „technische Studenten“ von der RWTH Aachen aufnehmen. Marcomannia war deshalb auch eine Zeitlang in Siegen. Heute unterhalten noch zwei Kösener Corps aus Breslau den aktiven Betrieb. Eines hat fusioniert, eines suspendiert:
- Corps Borussia Breslau zu Köln und Aachen
- Corps Silesia Breslau zu Frankfurt (Oder)
- Corps Lusatia Breslau (susp.) → Corps Lusatia Leipzig (1993)
- Corps Marcomannia Breslau zu Köln (susp.)

Borussia beging 2008 ihr 189. Stiftungsfest in Breslau. Leszek Pacholski und Tadeusz Luty, die Rektoren der Universität Breslau und der Technischen Universität Breslau, begrüßten das Corps in der Aula Leopoldina. Die Stadt Breslau ließ am ehemaligen Corpshaus in ul. Nowa 6 (ehedem Neue Gasse 6) eine Erinnerungstafel anbringen. Heute sind im ehemaligen Corpshaus Büros und Wohnungen. Bereits 1939 wurden die Säle im Haus nach Plänen von Lothar Neumann entsprechend umgebaut.
Vertreter der Lusatia waren 2012 zur 180. Wiederkehr ihrer Gründung in Breslau. Der Rektor Marek Bojarski empfing das Corps im Sitzungssaal des Senats. Im früheren Corpshaus, das heute als Jugendzentrum und Ausstellungsraum dient, wurden die Lausitzer „ausgesprochen freundlich und interessiert“ aufgenommen. Beschlossen wurde eine Gedenktafel.
Den Brüchen der deutschen Geschichte ist geschuldet, dass heute zwei Kösener Corps den aktiven Betrieb an Technischen Universitäten – auf eigentlich Weinheimer Terrain – unterhalten: Borussia Breslau an der RWTH Aachen und Silvania an der TU Dresden.